# 142822 Czarapata
142822 Czarapata è un asteroide della fascia principale. Scoperto nel 2002, presenta un'orbita caratterizzata da un semiasse maggiore pari a 2,3845378 UA e da un'eccentricità di 0,1255284, inclinata di 2,57509° rispetto all'eclittica.